# Alexis Hunter
Alexis Hunter née le 4 novembre 1948 à Auckland, morte le 24 février 2014 est une peintre et photographe féministe néo-zélandaise, installée à Londres.

## Biographie
En 1969, Alexis Hunter est diplômée de l’Elam School of Fine Arts (en) de l’Université d'Auckland en 1969. En 1972, elle rejoint sa sœur photographe Alyson Hunter (en) à Londres. Elle fréquente des collectifs féministes d'artistes. Dans son travail photographique, elle met en scène des récits de femmes en confrontant des images glamour proche de la publicité avec des images repoussantes, angoissantes.
En 1976 et 1977, Alexis Hunter réalise une série d’œuvre qu'elle intitule Approach to Fear. Il s'agit de séquences narratives dans lesquelles les mains accomplissent des actions qui confondent les attentes sexistes et résistent à l'objectivation du soi.
Dans Approach to Fear XIII: Pain – Destruction of Cause réalisée en 1977, une femme met le feu à une chaussure à talon argentée. Dans Approach to Fear II: Taboo – Demystify de 1976, ses mains parfaites et manucurées se salissent de plus en plus au contact d'huiles et de graisse de pièces de moteur.
La série Approach to Fear : XVII : Masculinisation of Society de 1977, est composée de dix photographies montées en deux rangées de cinq sur deux panneaux horizontaux. L'ombre d'une main de femme est projeté sur le corps d'un homme. Cette main va petit à petit étaler de la peinture noire sur tout le corps en commençant par les organes sexuels de l'homme.
À partir des années 1980, Alexis Hunter utilise également le dessin, la peinture et la photocopie couleur dans ses récits photographiques. Elle s'empare de la figure démoniaque et priapique de la muse, pour traiter de la bestialité et de la subversion.
En 2006, une rétrospective de ses œuvres est organisée à Norwich. En 2007, son travail est exposé à WACK ! Art and the Feminist Revolution qui se tient au musée d'Art contemporain de Los Angeles.

## Expositions
- Feminist Perceptions, Institute of Contemporary Arts, Londres, 1978
- Sequential Xerox Work, Edward Totah Gallery, Londres, 1981
- Conflicts of the Psyche, Chapter Arts Centre, Cardiff, 1985
- Fears/Dreams/Desires: A Survey Exhibition, 1976-1988, Auckland City Art Gallery, Auckland, 1989
- Interface Illusions, New Hall, Cambridge University, Cambridge, 2000
- Alexis Hunter : Radical Feminism, Norwich Gallery, Norwich, 2006